# Boutros al-Boustani
Boutros al-Boustani (en arabe : بطرس البستاني ; janvier 1819 - 1er mai 1883) est un écrivain et un intellectuel arabe. Il est l'un des précurseurs du nationalisme arabe et du patriotisme syrien.

## Biographie
Issu d'une famille illustre, chrétienne-maronite originaire de Lattaquié en Syrie qui s'est installée ensuite à Debbiyé dans le Chouf, il étudie de 1830 à 1840 au collège maronite de 'Ayn Warqa dans le Kesrawan. En 1840, il se rend à Beyrouth et il est engagé par les missionnaires américains pour leur apprendre l'arabe. C'est à leur contact qu'il se convertit au protestantisme.

### Premier projet de traduction
Il contribue à la création de l'école protestante de Abey avant d'être recruté par Eli Smith dans le projet de traduction de la Bible en arabe. Il crée en 1847 avec al-Yaziji et avec le soutien des missionnaires américains la première société littéraire du monde arabe, Jam'iyyat al-adab wa-l-'ulum. La devise de la société est alors Hubb al-watan min al-iman (« L'amour de la patrie est foi »).

### Son action dans la renaissance de la langue arabe
En 1859, il donne une conférence dans laquelle il appelle à la renaissance de la langue et de la culture arabes. Après la crise de 1860 qui a lieu en Syrie, il prône l’abandon de la solidarité religieuse au profit de la solidarité nationale (jinsiyya) et patriotique (wataniyya). C'est l'un des premiers intellectuels à avoir lancé un appel pour la tolérance religieuse et la séparation de la politique et de la religion. Ce qui était primordial pour lui est l'union nationale des Arabes de toutes religions. Il voit la Syrie comme une patrie faisant partie de la Nation arabe, il est alors l'un des précurseurs du nationalisme arabe.

### Son œuvre dans l'éducation et l'encyclopédie
Il fonde l'École nationale en 1863. Il crée la première encyclopédie arabe moderne, Da'irat al-Ma'arif (« dictionnaire du savoir »), qui sera d'abord publiée à Beyrouth en 9 volumes (1876-87), ainsi qu'un dictionnaire, Muhit al-Muhit (« l'océan des océans »), une série de pamphlets intitulés Nafir Suriya (« Le Clairon de la Syrie »), et la revue Al-Jinan (Les Jardins).

### Franc-maçonnerie
Il a appartenu vers 1865 à la première loge de Franc-maçonnerie libanaise, la loge "Palestine No 415", loge fondée à Beyrouth en mai 1861 sous les auspices de la Grande Loge d'Écosse,,.